# Merkur XR4Ti
Merkur XR4Ti – samochód osobowy klasy średniej produkowany pod amerykańską marką Merkur w latach 1985 – 1989. 

## Historia i opis modelu

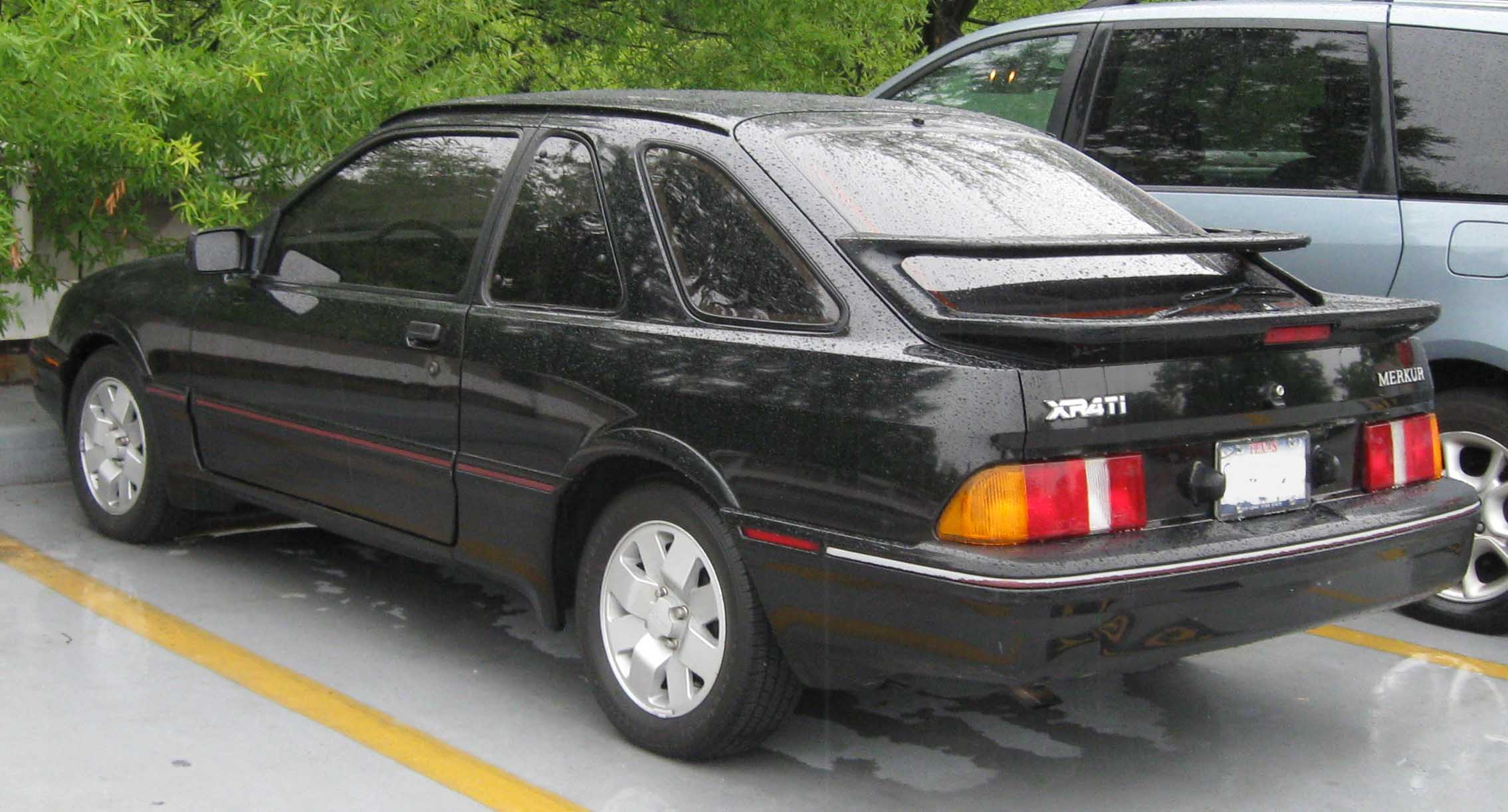
Mercury XR4Ti - tył

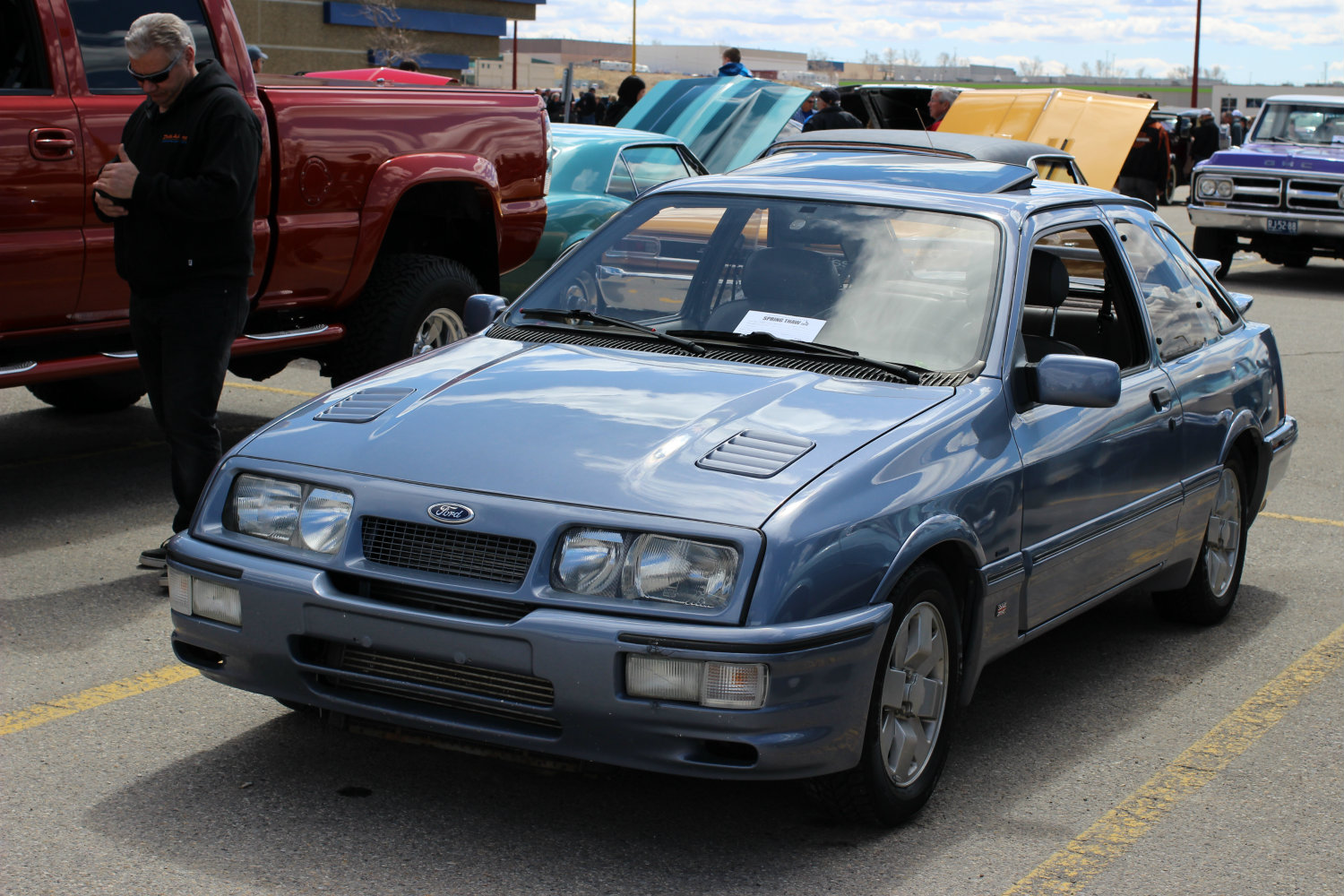
Mercury XR4Ti Ford Edition

Merkur XR4Ti bazował na europejskiej wersji XR4i Forda Sierra, przechodząc na potrzeby rynku północnoamerykańskiego liczne modyfikacje. Samochód otrzymał szersze zderzaki, zmodyfikowane oświetlenie i inną atrapę chłodnicy. Ponadto, zdecydowano się też na wzmocnione drzwi i konstrukcję wewnętrzną przednich błotników, zawieszenie, układy elektryczne i wnętrze. Innym charakterystycznym elementem był podwójny spojler na klapie tylnej. 
XR4Ti charakteryzowały się bogatym wyposażeniem fabrycznym, z niewielką liczbą opcji (standardem stawały się podgrzewane i elektrycznie regulowane fotele, elektrycznie sterowane szyby, szyberdach itp.). Merkur XR4Ti dostępny był tylko jako 3-drzwiowy liftback, a sprzedaż zakończyła się w 1989 roku w związku z likwidacją marki Merkur.

### Różnice techniczne
Podstawową różnicą pod kątem technicznym, jaka odróżniała Merkura XR4Ti od europejskiego Forda Sierry, był użyty silnik 2.3 SOHC turbo bez intercoolera (XR4i miały wolnossący silnik Cologne V6) oferujący 145KM w zestawieniu ze skrzynią automatyczną C3 lub 175KM wraz ze skrzynią manualną T-9.
Silnik 2.3 SOHC turbo użyty w XR4Ti pochodził z Forda Thunderbirda Turbo Coupe i poza Merkurem, używany był w bardzo podobnej konfiguracji na platformie o nazwie kodowej „Fox”, np. w Mustangu kilku edycji specjalnych i w Mercury Cougar.

### Silniki
- L4 2.3l Turbo 145 KM
- L4 2.3l Turbo 175 KM